# Fornix
Fornix er en C-formet samling af nervefibre i hjernen der fungerer som den største udgangstragt for hippocampus. Fornix bærer også nogle afferente fibre til hippocampus fra strukturer i diencephalon og den basale fronthjerne. Fornix er en del af det limbiske system. 
Selvom dens eksakte funktion og vigtighed i hjernens fysiologi stadig ikke er helt klar, er det hos mennesker blevet demonstreret af en kirurgisk transsektion - at klippe fornix langs dens krop - kan forårsage hukommelsestab. Der pågår en debat over hvilken slags hukommelse der påvirkes ved denne skade, men det har været tættest korreleret med genkaldelseshukommelse mere end genkendelseshukommelse. Det betyder at skader på fornix kan forårsage problemer med at genkalde detaljerede information fra eksempelvis tidligere begivenheder, men den har en ringe effekt på evnen til at genkende objekter eller familiære situationer.
| Fysiologi | Spire Denne artikel om fysiologi er en spire som bør udbygges. Du er velkommen til at hjælpe Wikipedia ved at udvide den. |